# Haemulidae
Famille
Les Haemulidae forment une famille de poissons, de l'ordre des perciformes.

## Description et caractéristiques
Ce sont des poissons souvent massifs (facilement 60 cm de long), principalement tropicaux, et répartis dans les trois bassins océaniques. Leur bouche est assez petite. Leur nageoire dorsale comporte 9-14 épines et 11-26 rayons mous, et leur nageoire anale 3 épines et 6-18 rayons. La colonne vertébrale comporte 26 ou 27 vertèbres.
18 genres sont actuellement répertoriés dans cette famille, divisés en deux sous-familles. Ils comptabilisent au total 133 espèces, dont la plupart font partie des genres Haemulon, Pomadasys et Plectorhinchus.

## Liste des genres
Selon World Register of Marine Species (21 octobre 2014) et FishBase (21 octobre 2014) :
- sous-famille Haemulinae
  - genre Anisotremus Gill, 1861 -- 10 espèces
  - genre Boridia Cuvier in Cuvier & Valenciennes, 1830 -- 1 espèce
  - genre Brachydeuterus Gill, 1862 -- 1 espèce
  - genre Conodon Cuvier, 1830 -- 3 espèces
  - genre Haemulon Cuvier, 1829 -- 22 espèces
  - genre Haemulopsis Steindachner, 1869 -- 4 espèces
  - genre Isacia Jordan & Fesler, 1893 -- 1 espèce
  - genre Microlepidotus Gill, 1862 -- 2 espèces
  - genre Orthopristis Girard, 1858 -- 8 espèces
  - genre Parakuhlia Pellegrin, 1913 -- 1 espèce
  - genre Pomadasys Lacepède, 1802 -- 35 espèces
  - genre Xenichthys Gill, 1863 -- 3 espèces
  - genre Xenistius Jordan & Gilbert, 1883 -- 2 espèces
  - genre Xenocys Jordan & Bollman, 1890 -- 1 espèce
- sous-famille Plectorhinchinae
  - genre Diagramma Oken, 1817 -- 5 espèces
  - genre Genyatremus Gill, 1862 -- 1 espèce
  - genre Parapristipoma Bleeker, 1873 -- 4 espèces
  - genre Plectorhinchus Lacepède, 1801 -- 33 espèces

ITIS (21 octobre 2014) y ajoute le genre Hapalogenys Richardson, 1844, placé par FishBase dans la famille des Hapalogenyidae.

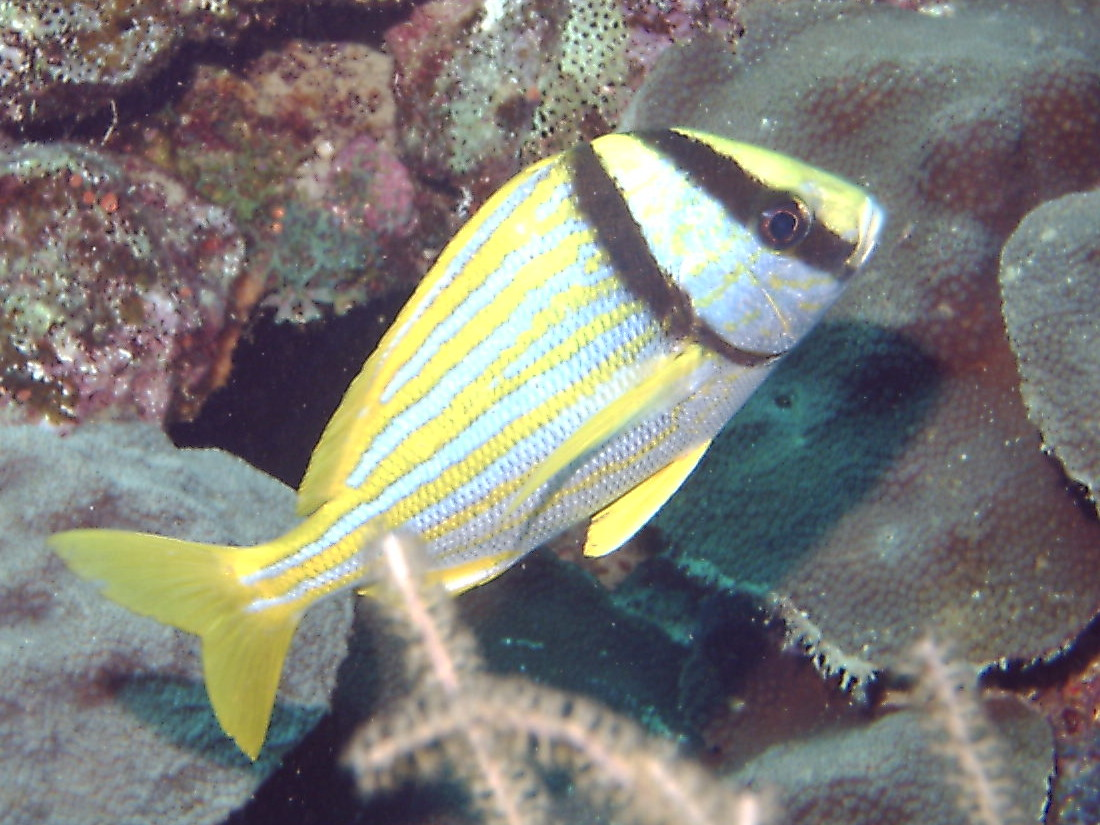
Anisotremus virginicus
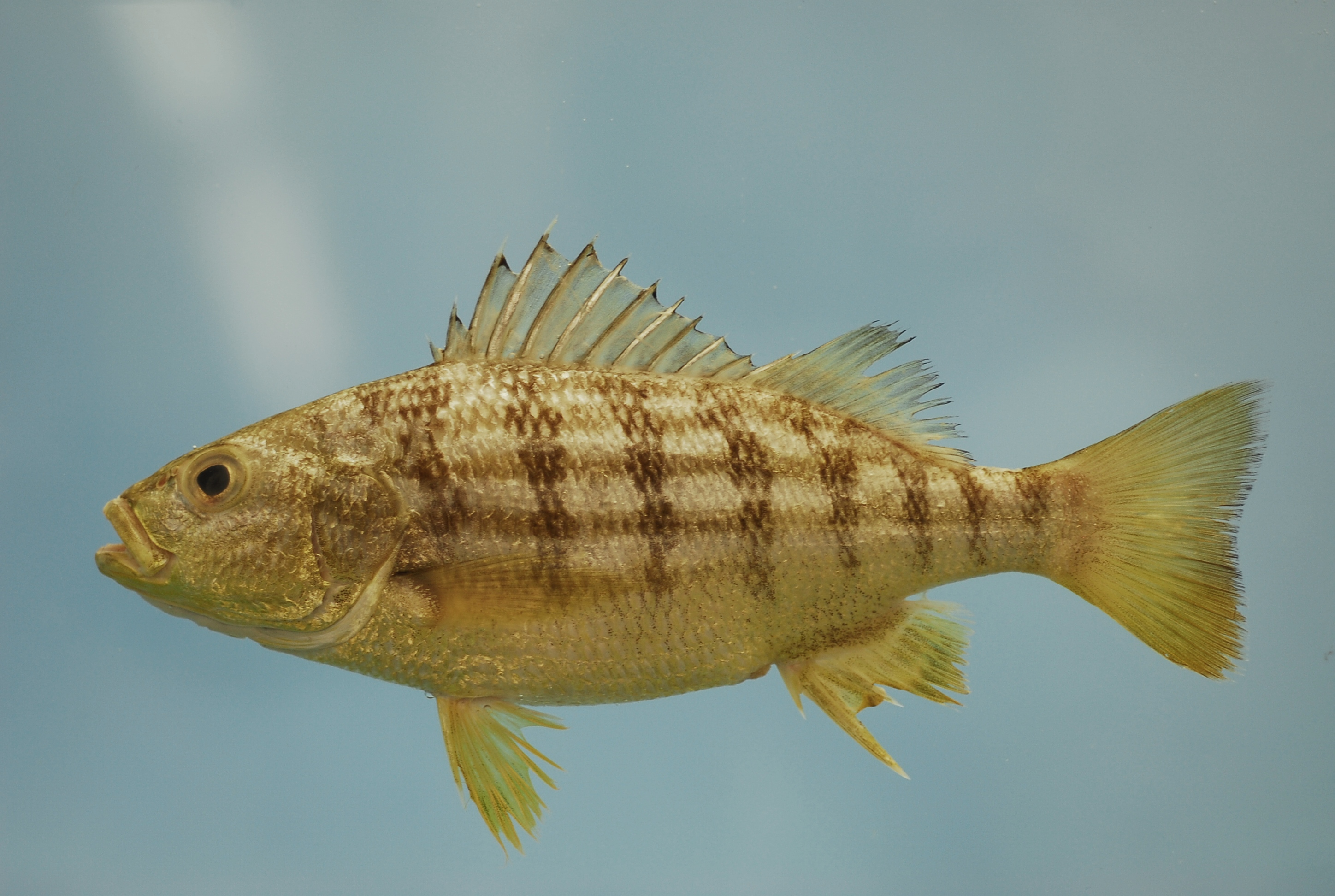
Conodon nobilis
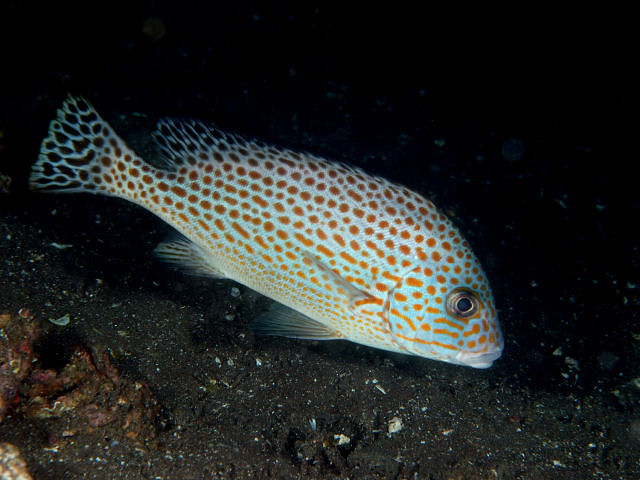
Diagramma pictum
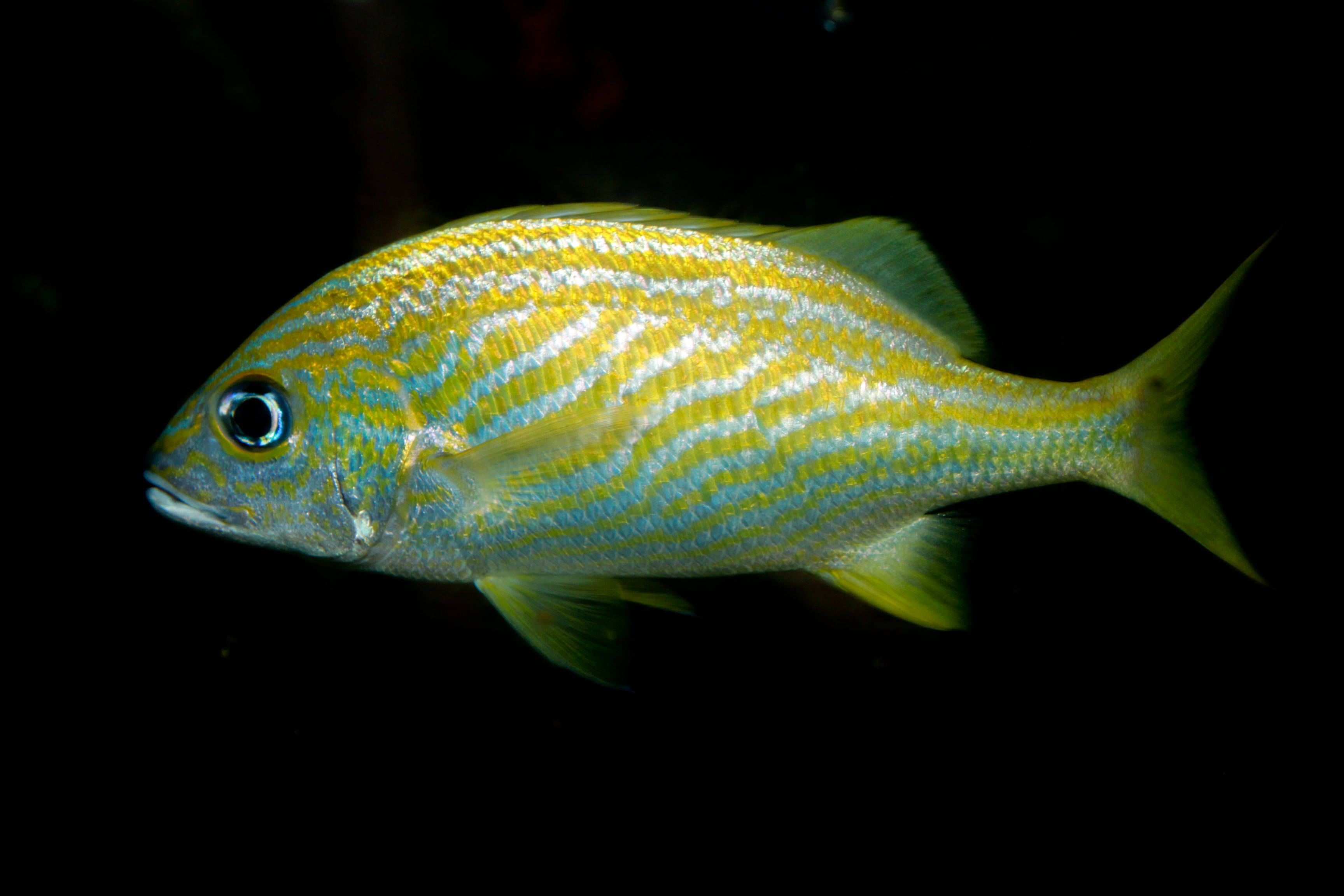
Haemulon flavolineatum
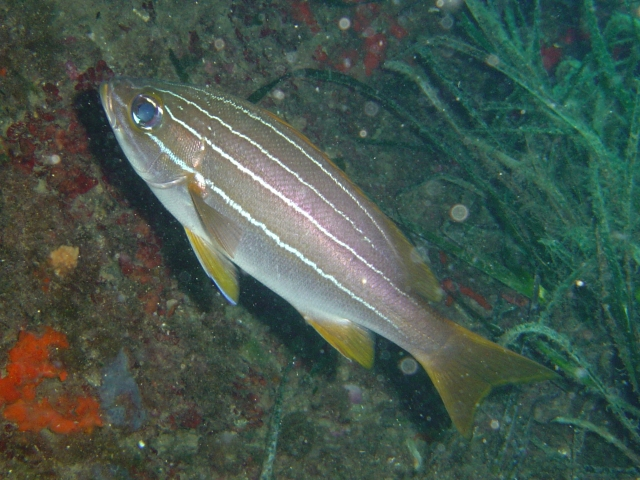
Parapristipoma octolineatum
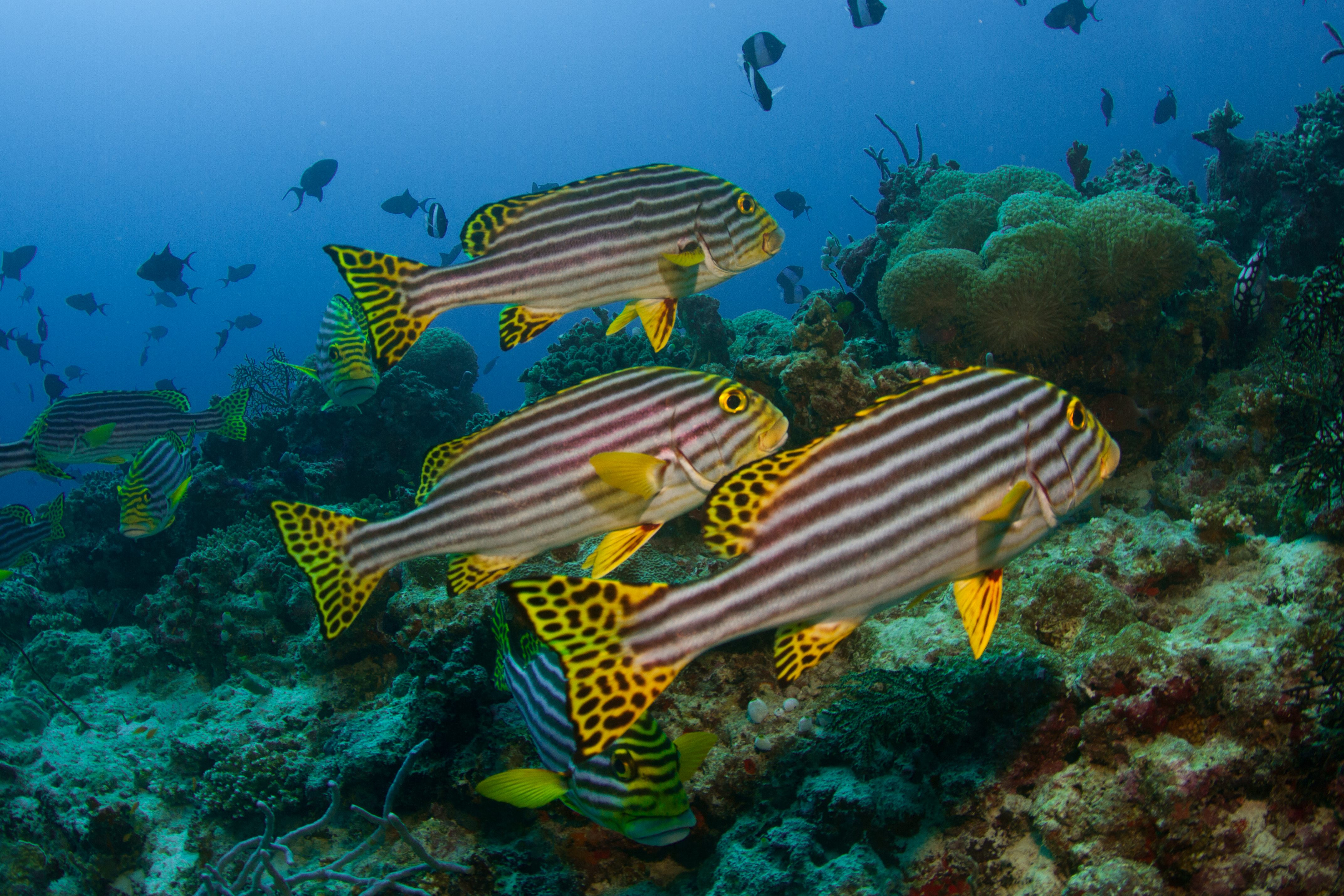
Plectorhinchus vittatus
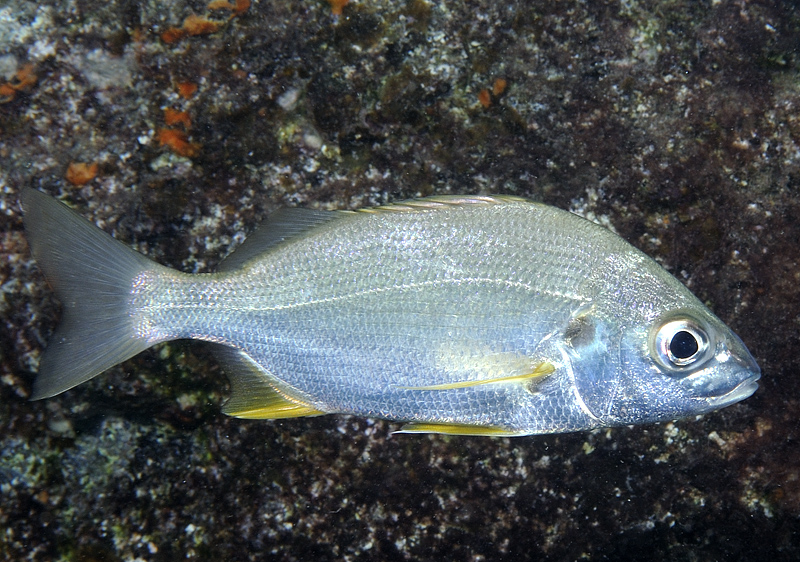
Pomadasys incisus
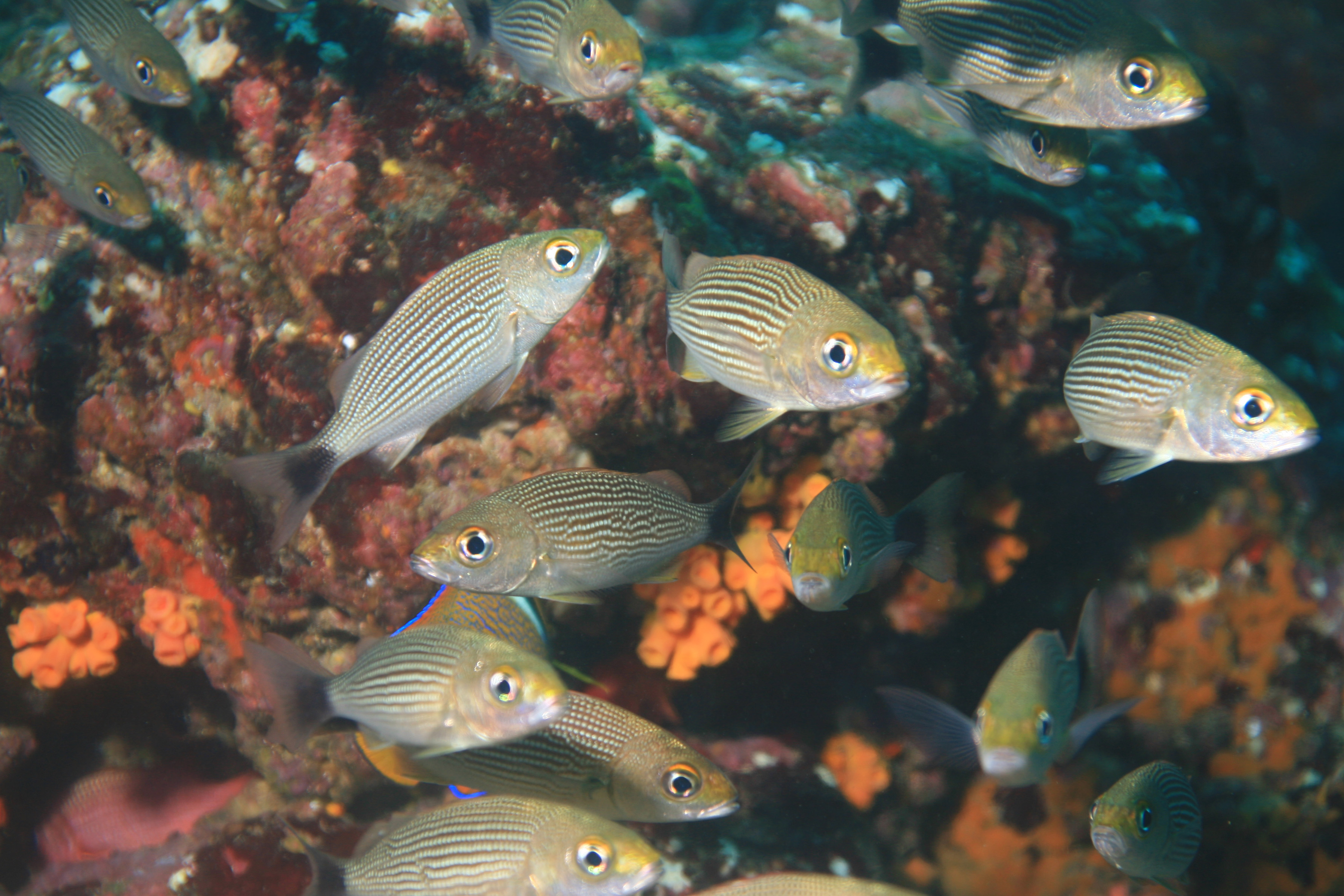
Xenocys jessiae
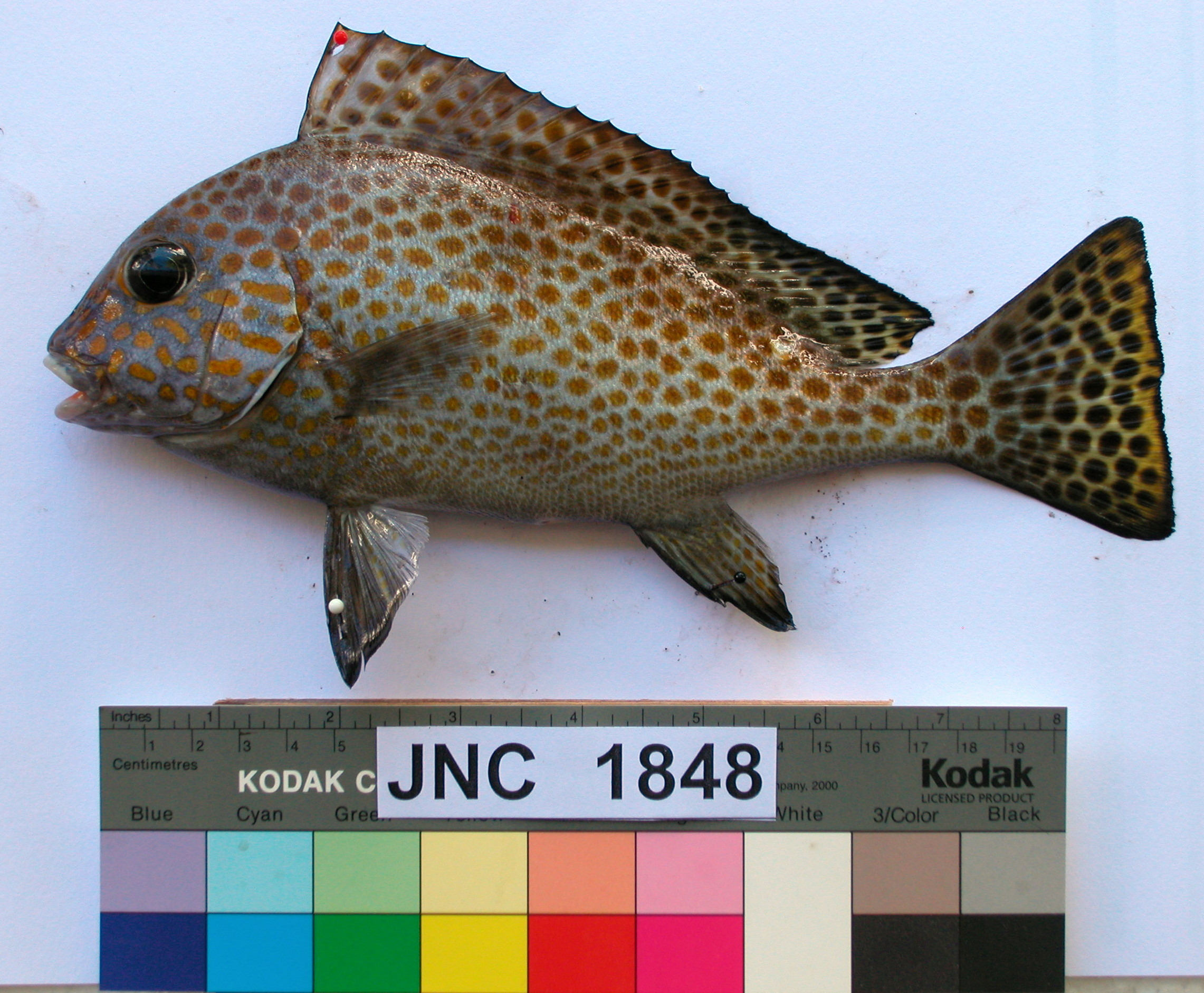
Diagramma pictum